# 宁夏回族自治区高级人民法院
宁夏回族自治区高级人民法院是中華人民共和國宁夏回族自治区的高级人民法院。

## 机构设置
- 审判委员会

## 历任领导
| 院长 - 韩幽桐（1958年至？，首任） …… 副院长 | 党组书记 |

## 知名案例
- 2016年宁夏银川公交车纵火事件二审

## 对应中级人民法院
- 宁夏回族自治区银川市中级人民法院
- 宁夏回族自治区石嘴山市中级人民法院
- 宁夏回族自治区吴忠市中级人民法院
- 宁夏回族自治区固原市中级人民法院
- 宁夏回族自治区中卫市中级人民法院

## 对应铁路运输基层法院
- 银川铁路运输法院